# Барісан д'Ібелін
Барісан д'Ібелін (фр. Barisan d'Ibelin; помер у 1150 р.) — важлива фігура в Єрусалимському королівстві хрестоносців і засновник впливового роду Ібелін. Пізніше його ім'я іноді писалось як «Баліан», і тоді його називали Баліан Старший або Баліан I д'Ібелін. Барісан був сеньйором (володарем) Рамли з 1138 по 1150 рік.

## Біографія
Походження Барісана невідоме. Пізніше Ібеліни стверджували, що походять від віконтів Шартрських, але, за словами Пітера В. Едбері, Барісан, ймовірно, походив з північної Італії. Однак Джонатан Райлі-Сміт вважає, що він, можливо, справді був пов'язаний із Шартром, як брат Гуго де Пюізе, графа Яффи. В такому випадку він також мав бути двоюрідним братом родини Монлері єрусалимського короля Балдуїна II.
Проте нічого достовірного не відомо про його життя до 1115 року, коли він з'являється констеблем Яффи під керівництвом Гуго I де Пьюїзе. У 1120 році він був присутній на Наблуському соборі, де були проголошені перші закони королівства, можливо, як представник нового, неповнолітнього графа Яффо, Гуго II. Приблизно в тому ж році його заслуги були винагороджені одруженням з Ельвізою з Рамли, донькою Балдуїна I де Рамла. У 1134 році, коли Гуго II повстав проти короля Фулька, Барісан підтримав короля і незабаром набув великої ваги при дворі Фулька. У 1141 році, можливо, як нагороду за його вірність у 1134 році, йому було надано нещодавно побудований замок Ібелін, розташований у графстві Яффо між самою Яффою та фатимідською єгипетською фортецею Аскалон. Саме від цього замку родина взяла своє ім'я.
У 1148 році Барісан успадкував сусіднє володіння Рамла через свою дружину Ельвізу. Того року Барісан також був присутній на раді, скликаній в Акрі після початку Другого хрестового походу, на якій було вирішено напасти на Дамаск. Барісан помер у 1150 році, і титул сеньйора Ібеліна успадкував Гуго. Після смерті Барсіана, Ельвіза вийшла заміж за Манасія з Гієргеса, конетабля Єрусалиму.

## Сім'я
Разом з Ельвізою, леді Рамли (дочкою Балдуїна I де Рамла), Барісан був батьком:
- Гуго д'Ібелін, сеньйор Рамли
- Балдуїн д'Ібелін, сеньйор Мірабель і Рамли
- Баліан д'Ібелін (при народженні Барсіан), сеньойор Наблуса
- Ерменгарда д'Ібелін, сеньйоріна Тиверіади, вийшла заміж за Вільгельма I Буреського
- Стефанія д'Ібелін (пом. після 1167)